# Mrgani
Mrgani – wieś w Chorwacji, w żupanii istryjskiej, w gminie Kanfanar. W 2011 roku liczyła 36 mieszkańców.